# KZ-Außenlager Vechelde

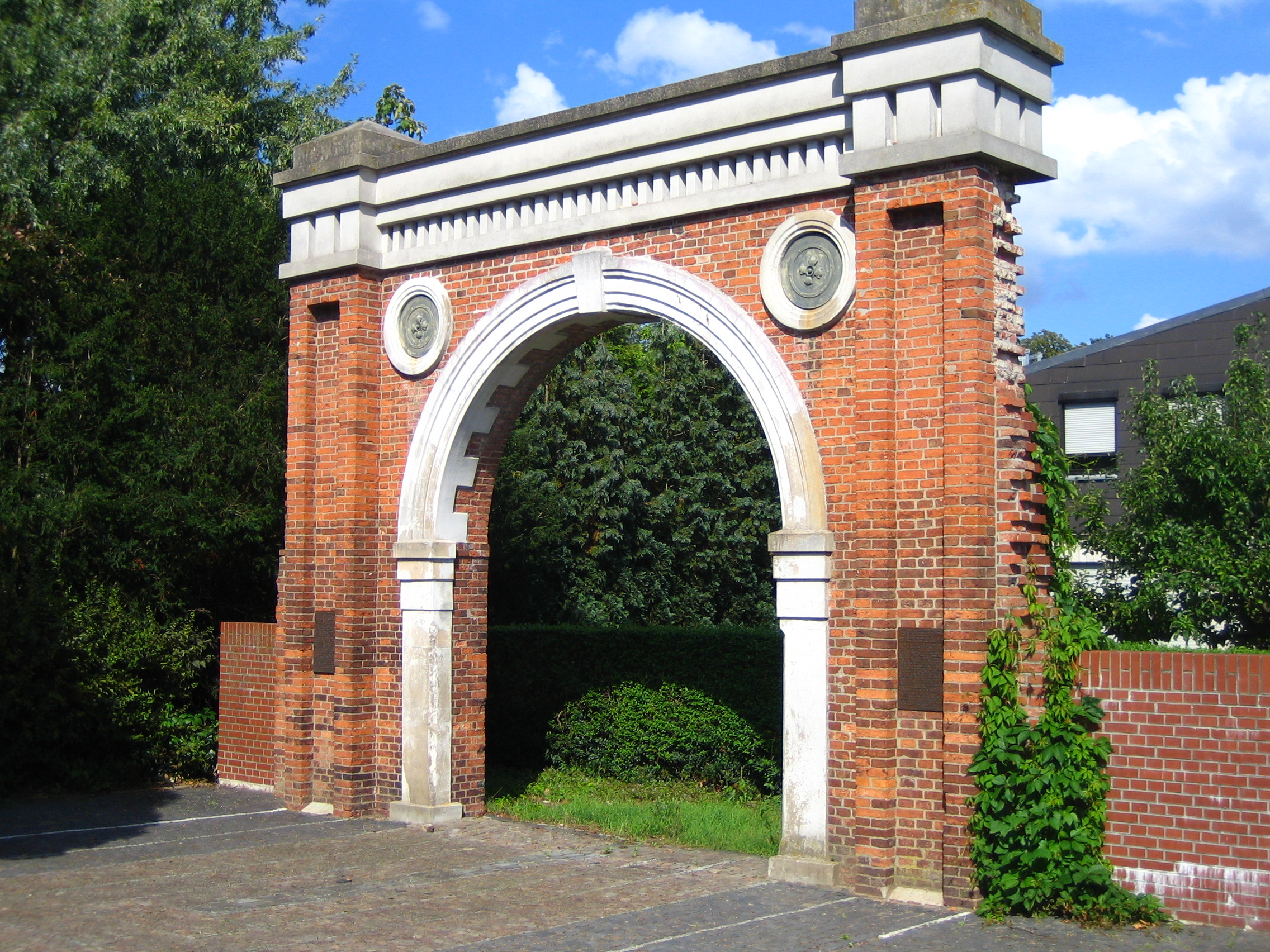
Das „Jutetor“ – Eingangstor der ehemaligen Jutespinnerei. Heute Gedenkstätte für die Opfer des KZ Vechelde.

Das KZ-Außenlager Vechelde, im damaligen Sprachjargon auch Außenkommando genannt, bestand von September 1944 bis Februar 1945 in der ehemaligen Jutespinnerei als Außenstelle des KZ Neuengamme in Vechelde. Die KZ-Häftlinge waren vor allem 400 polnische Juden, die das Ghetto Lodz überlebt hatten. Lagerführer war Heinrich Sebrantke und dessen Vorgesetzter, der Lagerkommandant Max Kirstein des KZ-Außenlagers Schillstraße in Braunschweig.

## Konzentrationslager
Die Häftlinge wurden in drei Transporten vom September bis November 1944 in einer, an dem Bach Aue zwischen Spiegelbergallee und Spinnerstraße in Vechelde, gelegenen ehemaligen Jutespinnerei untergebracht. Die Spinnerei war im Jahr 1861 durch den Industriellen Julius Spiegelberg (1833–1897) als erste Jutespinnerei auf dem europäischen Festland gegründet und 1926 stillgelegt worden.
In unmittelbarer Nähe der Jutespinnerei waren die Häftlinge vermutlich in zwei Hallen untergebracht. In dieser Spinnerei mussten die KZ-Häftlinge Hinterachsen für Lastkraftwagen der Büssing NAG in Braunschweig anfertigen. Die meisten mussten einfache Arbeiten an Maschinenteilen ausführen oder verrichteten Transport- und Ordnungsarbeiten. In Vechelde arbeiteten die Häftlinge im Akkord. Die Akkordzeiten waren auf Metallschilder an den Maschinen angebracht und kürzer als die der deutschen Zivilarbeiter. Der Produktionsdirektor überprüfte die Leistungen der Häftlinge persönlich. Für den Generaldirektor der Büssing NAP Rudolf Egger-Büssing (1893–1962) war nach Aussagen des Brigadeleiters Willi Bartels nur das Antreiben der Häftlinge maßgebend.
In Vechelde waren in zwölf Stunden täglicher Arbeitszeit der 200 Häftlinge 30 Minuten Essen vorgesehen und denjenigen, die die Essenszeit überschritten, wurden die Schüsseln mit Suppe aus der Hand geschlagen. Die Unterernährung hatte ihren Grund darin, dass die SS-Wachmannschaft nachweislich das Essen der Häftlinge stahl und an ihre Familien weitergab. Die Unterbringung und Versorgung der KZ-Gefangenen war katastrophal und erst als sich die Unterernährung in deutlich geminderten Produktionsraten der KZ-Häftlinge niederschlug, besserte die SS nach.

## Auflösung des Lagers
Seit Anfang Januar 1945 wurden kranke Häftlinge aus Vechelde ins Außenlager Salzgitter-Watenstedt verlegt, die dort nicht etwa ins Krankenhaus kamen, sondern arbeiten mussten. Im Februar 1945 wurden die Häftlinge sowohl des Unterlagers KZ Vechelde und des KZ-Außenlager Schillstraße in Braunschweig geräumt, um alle Häftlinge anschließend ins Lager Salzgitter-Watenstedt bei den Stahlwerken Braunschweig zu bringen. Viele Produktionsanlagen der Büssingwerke waren bei einem Bombenangriff zerstört worden.
Vor den anrückenden britischen Soldaten wurden sie anschließend am 7. und 8. April 1945 ins KZ Ravensbrück abtransportiert. Auf dem Transport starben viele Häftlinge in den offenen Güterwaggons an Schwäche und Unterernährung. Allein am 8. April wurden 66 tote Häftlinge bei einem Aufenthalt bei Uchtspringe, unweit von Stendal, aus dem Zug entfernt und in einem Massengrab beigesetzt. Nach dem Weitertransport ins Außenlager Wöbbelin bei Ludwigslust wurden sie am 2. Mai 1945 von US-amerikanischen Truppen befreit.

## Gedenken

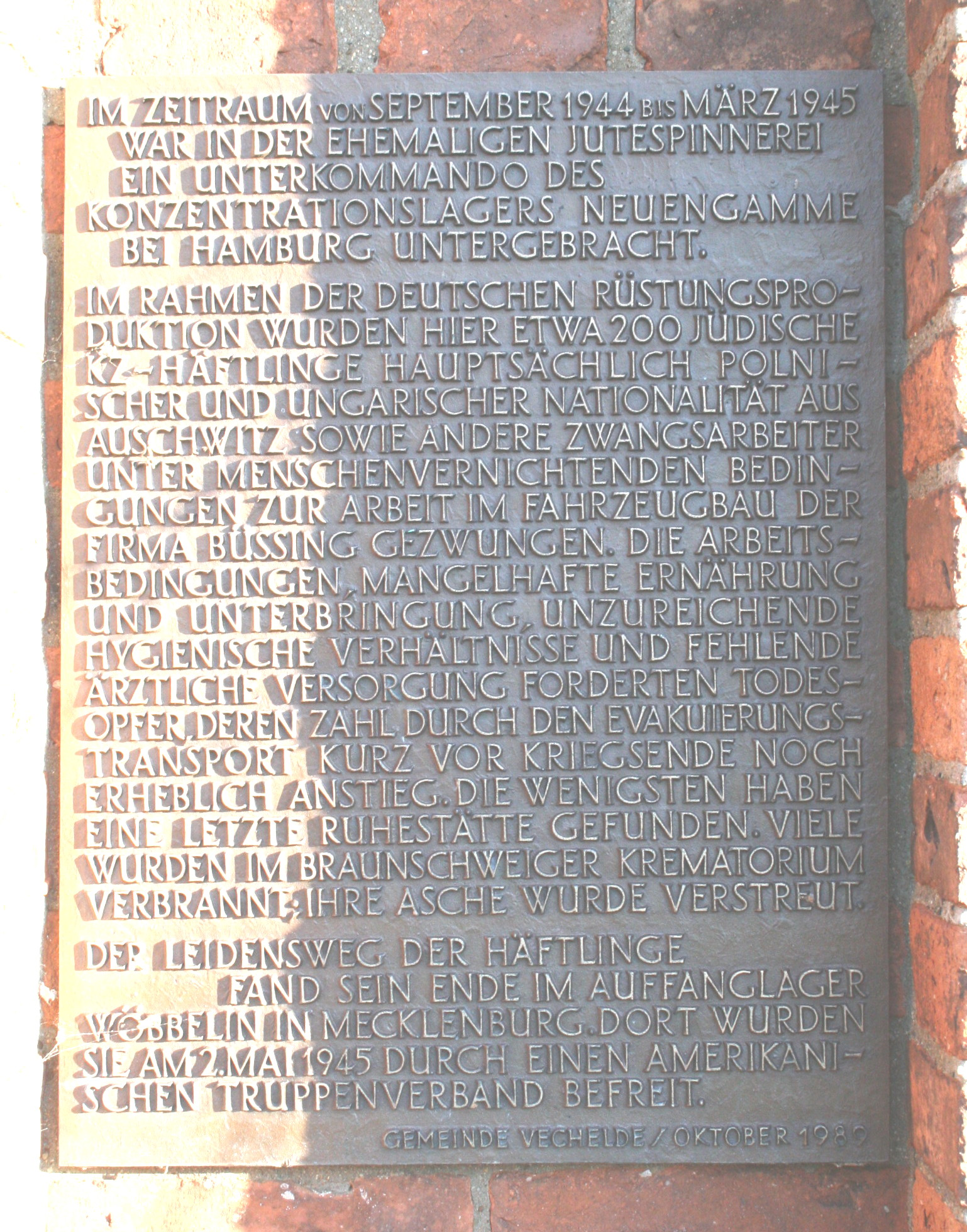
Gedenktafel der Gemeinde Vechelde am Eingang der ehemalige Jutefabrik

Von der ehemaligen Jutespinnerei in der Spinnerstraße ist ein Torbogen aus Ziegelmauerwerk und Naturstein erhalten. Die Gemeinde Vechelde brachte dort im Oktober 1989 eine Gedenktafel an. Im November 1998 gab es im Vechelder Rathaus eine Ausstellung zur Erinnerung an das örtliche Lager.